# بروسیل
بروسیل (انگلیسی: Borosil) شرکت کالای خانگی هندی است، که در سال ۱۹۶۲ تأسیس شد.